# Tsugumasa Muraoka
Tsugumasa Muraoka (村岡 嗣政, Muraoka Tsugumasa) est un homme politique japonais, né le 7 décembre 1972 à Ube.
Il est élu au poste de gouverneur de la préfecture de Yamaguchi en 2014.